# Horný Moštenec
Horný Moštenec (maďarsky Felső-Mostyenecz, do roku 1891 Felsőhidas) je městská část města Považská Bystrica. Nachází se nad částí Dolný Moštenec. K městu byla přičleněna v roce 1979. 

## Demografie
Obec měla v roce 2009 595 obyvatel.

## Geografie
Rozloha katastrálního území obce je 7 141 175 m². Vzdálenost od centra Považské Bystrice je 6,5 km. Obcí protéká potok Mošteník. V minulosti v potoce žili pstruzi a malí raci.

## Historie a památky
Původem středověká obec byla od roku 1546 historicky spjatá s panským rodem Podmanických, sídlícím na hradě v Považské Bystrici. Obyvatelé se živili zemědělstvím, zejména chovem ovcí, pálením dřevěného uhlí a včelařstvím. 
- římskokatolický kostel sv. Cyrila a Metoděje
- škola z roku 1910
- muzeum - uchovává památky lidového umění regionu Horní Pováží, pořádá akce místních tradic, například draní peří